# Comuna Pavlivka, Mașivka
Pavlivka (în ucraineană Павлівка) este o comună în raionul Mașivka, regiunea Poltava, Ucraina, formată din satele Hrabivșciîna și Pavlivka (reședința).

## Demografie
Componența lingvistică a comunei Pavlivka
     Ucraineană (95,25%)
     Rusă (3,52%)
     Alte limbi (0,61%)
Conform recensământului din 2001, majoritatea populației comunei Pavlivka era vorbitoare de ucraineană (95,25%), existând în minoritate și vorbitori de rusă (3,52%).